# 維氏鱂
維氏鱂為輻鰭魚綱鯉齒目鯉齒亞目鯉齒鱂科的其中一種，被IUCN列為極危保育類動物，分布於中美洲墨西哥Río San Juan河流域，體長可達5.5公分，棲息在植被生長、泥底質、海拔較高的溪流，可作為觀賞魚。

## 擴展閱讀
維基物種上的相關：維氏鱂